# Lyn Collingwood
Lyn Collingwood es una actriz australiana, conocida por haber interpretado a Colleen Stewart en la serie australiana Home and Away.

## Biografía
Antes de ser actriz, trabajó como maestra de drama e historia y como trabajadora social. Collingwood trabajó en la investigación y como editora de la Enciclopedia Australiana, la Enciclopedia de Cambridge de Australia y la Enciclopedia de la Nueva Era.
Lyn está casada con Richard Collingwood y tiene una hija, también tiene un nieto llamado Max.

## Carrera
Lyn ha trabajado en numerosas series de televisión, películas y obras de teatro, entre ellas Round Up, Children Of The Revolution, Spontaneous Combustion, The City's Edge, Annie's Coming Out, Archer, Chase Through the Night, A Dangerous Summer, entre otros.
Entre algunos de sus créditos en televisión se encuentran Number 96, Young Doctors, Restless Years, BMX Bandits, E-Street, Rafferty's Rules, A Country Practice, la exitosa serie australiana All Saints, Murder Call, Spellbinder, G.P., entre otras...
Lyn ha hecho comerciales en donde generalmente interpreta el rol de madre sirviéndole de comer a su familia.
El 7 de marzo de 1988 apareció por primera vez en la exitosa y popular serie australiana Home and Away donde interpretó a la cómica y chismosa Colleen Stewart hasta 1989, luego regresó a la serie brevemente en 1997, y más tarde regresó de nuevo en 1999 desde entonces interpretó a Colleen hasta el 23 de mayo de 2012, luego de que su personaje decidiera mudarse a Las Vegas para mudarse con su hijo Lance Smart.  Colleen es uno de los personajes más queridos del público. El 27 de noviembre de 2012 Lyn regresó a la serie luego de que su personaje asistiera a la boda de su sobrina Ruth y se fue nuevamente en enero del 2013.

## Filmografía
Series
| Año               | Serie                 | Personaje              | Notas                                |
| ----------------- | --------------------- | ---------------------- | ------------------------------------ |
| 1988 - 2012, 2013 | Home and Away         | Colleen Stewart        | 887 episodios                        |
| 1999              | All Saints            | Laraine Parkes         | episodio "If These Walls Could Talk" |
| 1997              | Murder Call           | Madre Agnes            | episodio "Wages of Sin"              |
| 1995              | Spellbinder           | Enfermera              | episodio "Hospitality"               |
| 1991              | G.P.                  | Marge Slater           | episodio "Memmories"                 |
| 1987, 1990        | A Country Practice    | Jean Quigley/June Nunn | 2 episodios                          |
| 1987              | The Harp in the South | Enfermera              | miniserie                            |
| 1985              | Possesions            | Iris Dawson            | miniserie                            |

Películas
| Año  | Título                                     | Personaje          | Notas                                                                               |
| ---- | ------------------------------------------ | ------------------ | ----------------------------------------------------------------------------------- |
| 2013 | Worm                                       | Tía Beth           | corto - junto a John Waters, Marcus Graham, P.J. Lane, Kristy Best & Joshua Brennan |
| 2009 | The Makeover                               | Abuela en la Playa | junto a Lara Cox & Jeff Gannon                                                      |
| 1994 | Kevin Rampenbacker and the Electric Kettle | -                  | -                                                                                   |
| 1990 | Call Me Mr. Brown                          | -                  | -                                                                                   |
| 1986 | Dead-End Drive-In                          | Fay                | junto a Ned Manning, Brett Climo & Melissa Davis                                    |
| 1985 | Archer                                     | Vendedora          | junto a Robert Coleby, Brett Climo & Ned Lander                                     |
| 1984 | Annie's Coming Out                         | Mrs. O'Farrell     | junto a Angela Punch McGregor, Tina Arhondis, Liddy Clark & Drew Forsythe           |
| 1983 | Chase Through the Night                    | Mrs. Y             | junto a Nicole Kidman, Brett Climo, John Jarratt & Scott McGregor                   |
| 1981 | A Dangerous Summer                         | Mujer en la Van    | -                                                                                   |
| 1981 | ...Maybe This Time                         | Myrtle             | junto a Judy Morris, Bill Hunter & Chris Haywood                                    |
| 1980 | Palm Beach                                 | Mrs. Adams         | junto a Bryan Brown                                                                 |

Directora
| Año  | Título                          | Notas            |
| ---- | ------------------------------- | ---------------- |
| 2006 | A Cultural Kebab                | obra - directora |
| 2005 | Manly Mates                     | obra - directora |
| 2004 | A Christmas Carol               | obra - directora |
| 2004 | Hating Alison Ashley            | obra - directora |
| 2002 | One Flew Over The Cuckoo's Nest | obra - directora |
| 2002 | Stop Laughing, This is Serious  | obra - directora |

Teatro
| Año        | Obra                            | Personaje | Director (a)     | Teatro              | Notas                                                                  |
| ---------- | ------------------------------- | --------- | ---------------- | ------------------- | ---------------------------------------------------------------------- |
| 2013       | Postnuptials                    | -         | Michael Harrs    | Parade Theatre      | junto a Harley Connor, Sam O'Sullivan & Anthony Hunt                   |
| 2003       | The Killing of Sister George    | -         | -                | New Theatre         | -                                                                      |
| 2002       | Fairy Tales of Oscar Wilde      | -         | -                | New Theatre         | junto a Martin Dingle-Wall & Lee Leslie                                |
| 1998       | Love for Love                   | -         | David Berthold   | Drama Theatre       | junto a Tara Morice, Joel Edgerton, Susan Prior & Christopher Stollery |
| 1996       | Kafka's Dick                    | -         | Alan Docker      | Athenaeum Theatre   | junto a Mark Butler, Merridy Eastman & Denis Moore                     |
| 1994, 1996 | The Family                      | -         | Crispin Taylor   | Cremorne Theatre    | junto a Ron Graham, Eleanor Knox & Andrea Moor                         |
| 1993       | The One Day of the Year         | -         | John Saunders    | -                   | junto a Peter McCallum, Olivia Pigeot & Colin Taylor                   |
| 1992       | A Hard God                      | -         | Crispin Taylor   | Ensemble Theatre    | junto a Russell Newman, Caleb Packham & Timothy Schwerdt               |
| 1992       | Traitors                        | -         | Colin Kenny      | New Theatre         | junto a Helen Dallimore, Susan Neil & Richard Payton                   |
| 1990       | The Government Investigator     | -         | Helmut Bakaitis  | Q Theatre           | junto a Ron Blanchard, David Hoey & Michael Winchester                 |
| 1987       | An Enemy of the People          | -         | Terry Brady      | New Theatre         | junto a Mark Butler, Frank Crocombe & Kevin Roberts                    |
| 1985       | Yobbo Nowt                      | -         | Richard Lawton   | New Theatre         | junto a Jenny Brown, Alan Docker, Ashley Jones & Susan Rigg            |
| 1981       | Goldilocks and the Three Bears  | -         | Peter Williams   | Phillip St. Theatre | junto a Les Asmussen, Rona Coleman & Cliff Wallace                     |
| 1981       | Flexitime                       | -         | Peter Williams   | Phillip St. Theatre | junto a Les Asmussen, John Clayton & Kev Golsby                        |
| 1980       | And I Still Call Home Australia | -         | Ian Tasker       | New Theatre         | junto a Peter Cowan, Ashley Jones & Pamela Morrissey                   |
| 1979       | The Sea                         | -         | Richard Wherrett | Nimrod Theatre      | junto a Robert Alexander, John Bell, Alan Faulkner & Andrew James      |
| 1975       | A Bunch of Ratbags              | -         | Denny Lawrence   | Australian Theatre  | junto a Jonelle Flannery, Nick Papas & Wayne Taylor                    |

## Premios y nominaciones
| Año  | Categoría            | Premio            | Serie         | Resultado |
| ---- | -------------------- | ----------------- | ------------- | --------- |
| 2009 | Funniest Performance | Inside Soap Award | Home and Away | Nominada  |